# Cevovodni transport
Cevovòdni transpórt je transport blaga skozi cevi. Najbolj pogosto so to tekočine in plini, ampak obstajajo tudi vakuumske cevi po katerih lahko transportiramo tudi trde kapsule s pomočjo stisnjenega zraka. 
Tako za pline kot tekočine velja, da morajo biti kemijsko stabilne substance, da jih lahko pošiljamo preko cevi. Tako obstaja cevovod za kanalizacijo, vodo, cevovod za malto in celo cevovod za pivo obstaja, ampak najpomembnejši cevovodi so za transport surove nafte in zemeljskega plina.
Cevovodni transport je en izmed najbolj ekonomičnih in energetsko učinkovitih načinov transporta.